# Villa Allende
Villa Allende es una ciudad del centro de la provincia de Córdoba, Argentina, en el departamento Colón.
La villa, apodo por como se la conoce, fue fundada en 1889 y se encuentra a 19 km del centro de la capital cordobesa.
La economía de esta localidad está fuertemente ligada al turismo y a la ciudad de Córdoba. Se encuentra conectada con la capital por la Avenida Donato Álvarez, que nace en las inmediaciones del barrio capitalino de Argüello y con la avenida Padre Lucchese que enlaza con el aeropuerto. 

## Demografía
Posee una población de 36 722 habitantes (2022).
| Gráfica de evolución demográfica de Villa Allende entre 1980 y 2022 |
|                                                                     |
| Fuente: Censos nacionales del INDEC                                 |

## Conflicto por el quebracho centenario
En noviembre de 2024 comenzó una obra para ensanchar el acceso por la avenida Padre Lucchese. Esta obra incluía el traslado del último ejemplar en la zona de quebracho blanco, una especie que no resiste los traslados. La edad del árbol se estimaba en 284 años. Esta decisión contó con la oposición de los habitantes de la zona, así como de organizaciones ambientalistas y figuras públicas como Ricardo Mollo y León Gieco. Se propusieron alternativas como modificar levente la traza del ensanche, o hacer una rotonda como en las entradas a los barrios cerrados, pero el intendente del Pro Pablo Cornet las rechazó todas. También ordenó desalojar violentamente el acampe que habían organizado los vecinos para defender al árbol, lo que derivó en la detención de una periodista. Tras varios intentos fracasados con grúas traídas de distintos puntos del país (y la amenaza de directamente talar el árbol), el 13 de julio de 2025 se consumó el traslado.

## Patrimonio
- Convento de San Alfonso (1935)

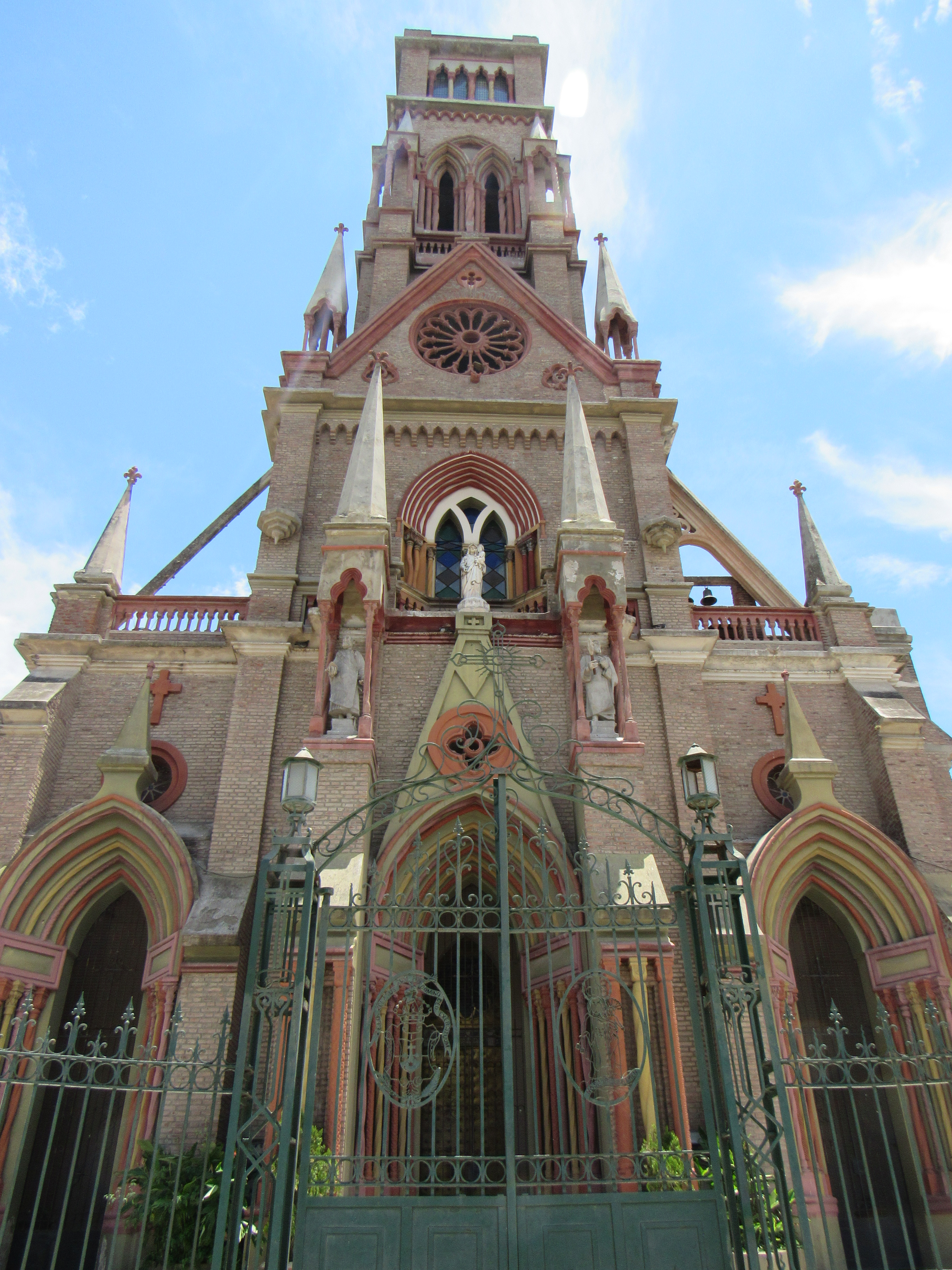
Iglesia Nuestra Señora del Carmen

- Iglesia de Nuestra Señora del Carmen y diferentes edificaciones creadas por Augusto César Ferrari arquitecto, pintor y fotógrafo italiano que realizó gran parte de su obra en esta ciudad
- Nogal Histórico
- Reserva laboral Puesto del Carmen
- Polideportivo municipal.

El 16 de julio se celebran las fiestas patronales "Nuestra Señora del Carmen", donde asiste una multitud de feligreses y vecinos. En agosto, el mes sanmartiniano gaucho.

## Sismicidad

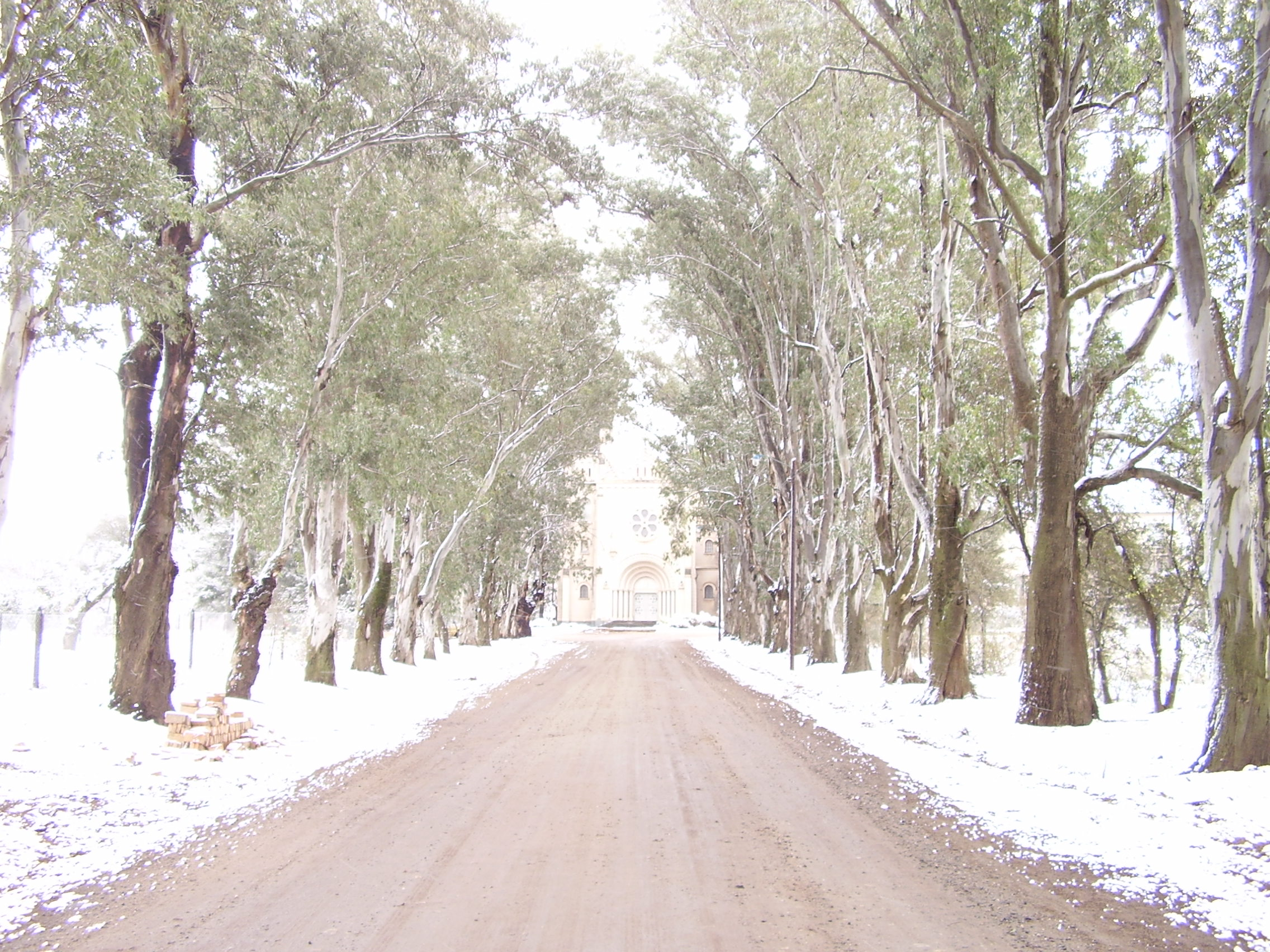
Convento San Alfonso

La sismicidad de la región de Córdoba es frecuente y de intensidad baja, y un silencio sísmico de terremotos medios a graves cada 30 años en áreas aleatorias. Sus últimas expresiones se produjeron:
- 22 de septiembre de 1908 (116 años), a las 17.00 UTC-3, con 6,5 Richter, escala de Mercalli VII; ubicación 30°30′0″S 64°30′0″O / -30.50000, -64.50000; profundidad: 100 km; produjo daños en Deán Funes, Cruz del Eje y Soto, provincia de Córdoba, y en el sur de las provincias de Santiago del Estero, La Rioja y Catamarca[9]

- 16 de enero de 1947 (78 años), a las 2.37 UTC-3, con una magnitud aproximadamente de 5,5 en la escala de Richter (terremoto de Córdoba de 1947)[8]

- 28 de marzo de 1955 (70 años), a las 6.20 UTC-3 con 6,9 Richter: además de la gravedad física del fenómeno se unió el desconocimiento absoluto de la población a estos eventos recurrentes (terremoto de Villa Giardino de 1955)

- 7 de septiembre de 2004 (20 años), a las 8.53 UTC-3 con 4,1 Richter

- 25 de diciembre de 2009 (15 años), a las 21.42 UTC-3 con 4,0 Richter

## Celebridades nacidas aquí
- Lizardo Ponce (periodista)
- Ángel "Pato" Cabrera (golfista)
- Antonio Seguí (pintor y escultor)
- Eduardo Romero (golfista)
- Paulo Londra (cantante)